# Tielwiska
Tielwiska (ros. Тельвиска) – wieś (sieło) w Rosji, w Nienieckim Okręgu Autonomiczmym, w rejonie zapolarnym. W 2010 liczyło 454 mieszkańców.